# 高清电视
高清电视（英語：High Definition Television，簡稱），是一种电视业务下的新型产品，原國際電信聯盟（ITU-R）给高清晰度电视下的定义是：「高清晰度电视应是一个透明系统，一个正常视力的观众處在距该系统显示螢幕高度的三倍距离上所看到的图像品质，應該得到有如觀看原始景物或表演时所得到的印象」。其水平和垂直清晰度是常规电视的两倍左右，並且配有多路环绕声。
高清电视是指传送的电视信号能达到的分辨率高于传统电视信号（NTSC、SECAM、PAL）所允许的范围。除了早期在欧洲和日本的模拟信号格式之外，高清电视是透過數位信號傳送的，因此介绍的时候也会一併介绍數位电视。
歷史上，“高清电视”这个词曾被用作1930年开发的电视标准，以代替早期的试验系统。虽然在此之後費羅·法恩斯沃斯、約翰·羅傑·貝爾德和弗拉基米爾·佐利金各自研发出不同的电视系统，但是分辨率並不是区分他们技术的主要指标。在二、三十年代后期给喧嚣的市场带来的只是专利纠纷和诉讼。大多数专利到二战之后基本上都已过期，整个世界没有统一的电视标准，市场一片空白，PAL、NTSC、SECAM和其他一些類比訊號的标准使用了大半个世纪。
2010年代尚有國家試驗比高清更高畫質的超高畫質電視。

## 名詞誤解
“HD-Ready”（已設有高清晰度电视功能）和“HDTV-compatible”（相容高清晰度电视訊號）是兩個為广泛的電子廠商所使用的詞語；它們表示該电视或者显示设备可以通过一种新设计的HDMI通訊埠來接收视频，主要目的是在保护版权之下，确保数字信号只是通过这單一接口进行传输。
HD-Ready的电视并不是一定要能够显示1080線的视频，或者是没有经过插补的720线全分辨率高清晰度标准，但另一方面，相容高清晰度的电视，通常只是一個帶有HDMI接口的标准解像度的电视。因此在使用HD-Ready的高清晰度电视，以及使用HDTV-compatible的高清晰度兼容的电视时，往往很容易使人混淆。

## 標號
在谈到高清电视的时候，传输格式通常用以下的標號来解释：
- 显示器分辨率的线数
- 逐行的片幅（p）或者交织的场数（i）
- 每秒的片幅或者交织的场数

举例来说，720p60就是1280×720像素，以每秒60片幅的速度逐行编码（60赫兹）；1080i50就是1920×1080像素，每秒50个场的速度交织编码（25帧）。通常片幅和场的速率是不考虑的，常遇到的不是50就是60赫茲，除了1080p例外，一般的高清电视支持1080p24，1080p25或者1080p30。
帧和场的频率也可以没有分辨率来表示，举例来说24p就是每秒24个逐行帧，50i就是每秒25个交织的帧。

### 影像比较

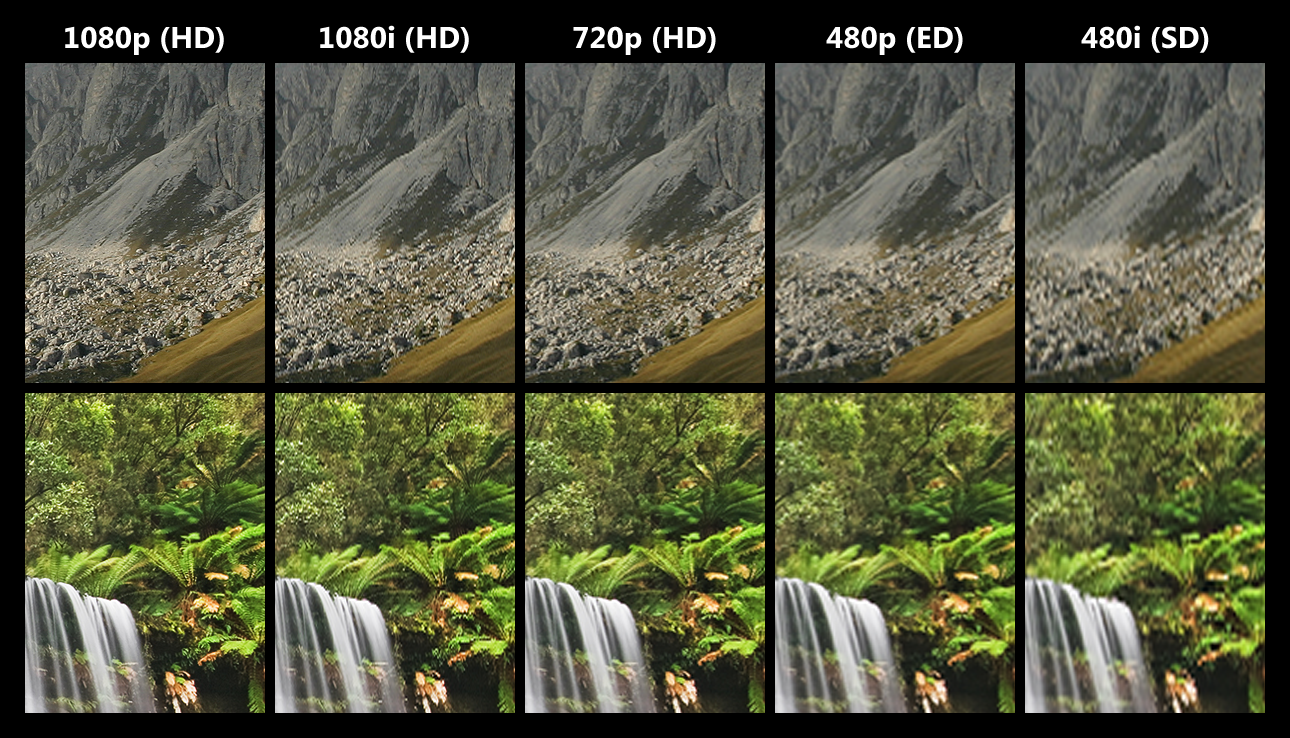
高清電視和標清電視

### 标准影格速率
- 24p（电影胶片）
- 25p
- 30p
- 50p
- 60p
- 50i（PAL）
- 60i（NTSC）

## 与標清電視比较
高清晰度电视的分辨率至少是标准清晰度电视的两倍，因此和一般的DVD以及模拟电视相比，它可以展现更多的细节，而且传输高清电视的技术标准，使得无需使用黑邊技术就可以处理16:9的画面，大大提升了显示效果。

## 格式安排

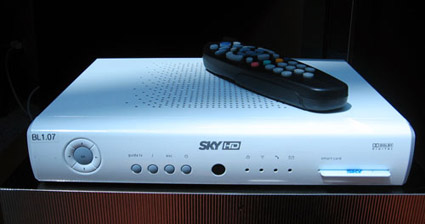
卫星高清機上盒

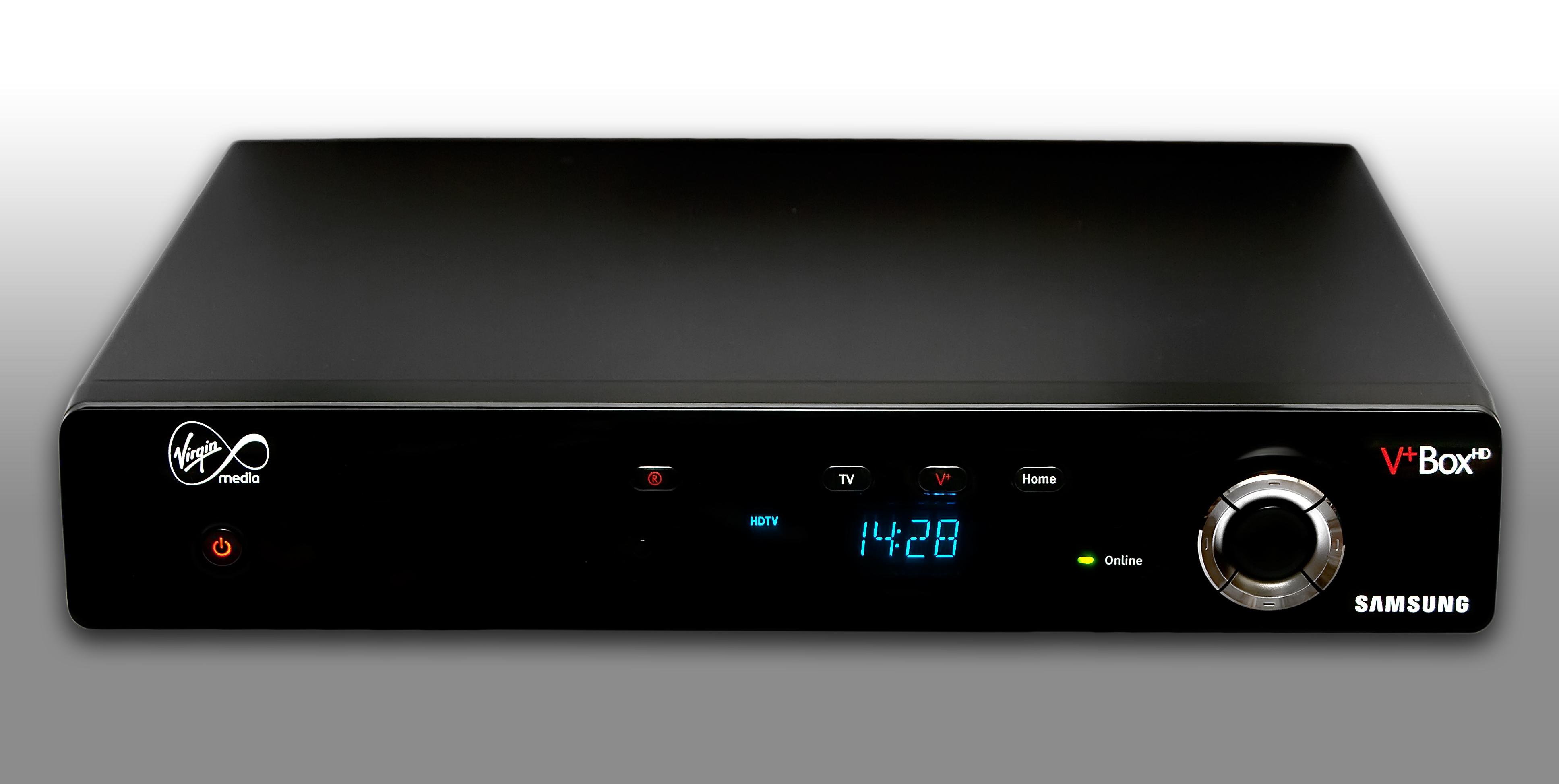
三星制作的有线高清機上盒

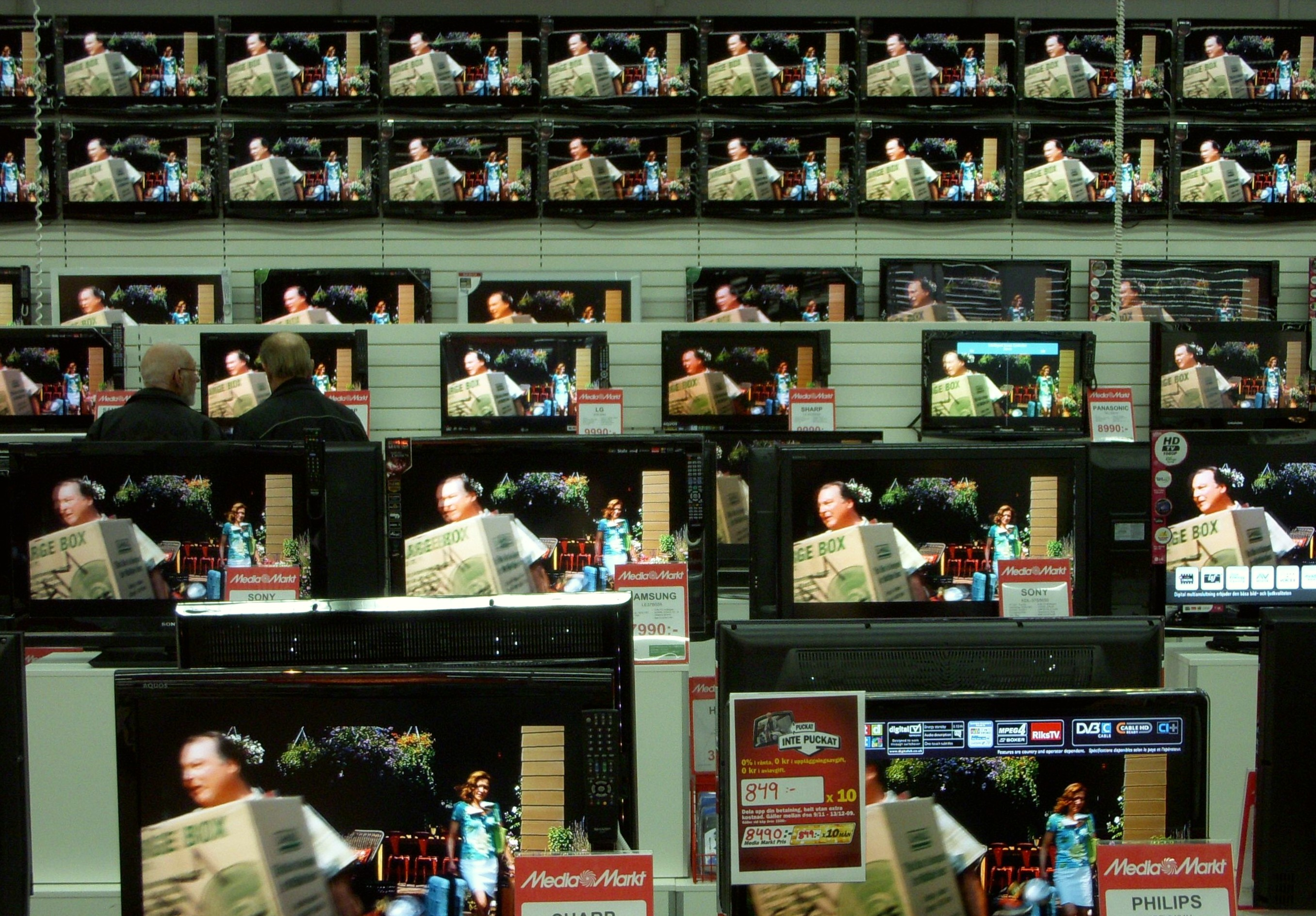
电器賣場的高清電視机专区

1080p解析度說明

适宜广播的电视格式应是配合记录内容的特性和记录媒介的格式。场频和帧频应该和视频源相吻合，分辨率同样也应吻合。从另一方面来说，高分辨率意味着需要超过已有条件的带宽。有损压缩率在所有数字高清晰度电视系统中使用，但是会产生图像失真。
摄影用胶片是典型的高清晰度记录媒介，它以每秒24帧进行记录。根据现有的带宽和图像中细节和质量的数量，适宜传输视频的格式是720p24或者1080p24，如果在PAL制的国家电视上显示，就要稍微加速4％达到每秒25帧。在NTSC制（60帧/秒）国家，就要使用一种3:2下拉技术。第1个电影帧代表3个视频场（1/20秒），第2个电影帧代表2个视频场（1/30秒），然后重复处理，达到每1/12秒显示2电影帧的正确速率。（参见：电视电影）
（高畫質电视之前）记录在录像带上旧的内容，诸如Betacam SP是以480i60或者576i60记录的。这些需要升频成高清晰度格式（720p）来在电视上播放，但是消除交织以达到通常的720p格式可能会造成图像失真或者滤波影响最终输出的分辨率。（参见：反交织）
非电影的高畫質电视节目以720p或1080i格式来录制，具体采用那种格式是依据电视台的指定，但是在不同情况下，影响格式选择的因素很多。通常来说，720p更适于快速动作节目因为他使用了逐行的场，相对的1080i使用交织场就会降低快速动作节目的画面质量。而且720p经常作为在因特网上传播的高畫質視訊的格式，因为所有的电脑显示器都是逐行显示的，绝大多数显卡在实时反交织视频的时候进行优化。720p的视频相对与1080i或者1080p占用更小的存储空间，对解码的要求也较低，而且很少有人能够不使用缩放就可以显示1920×1080的分辨率。720p就可以在普通的1280×1024的LCD显示器上显示最高分辨率，这类显示器的价格低于250美元。而一台能够显示1080i的LCD显示器则要超过400美元。
在美国，福克斯广播公司、美国广播公司和娱乐与体育节目电视网（后二者为迪士尼拥有）播放720p格式的节目，全美广播公司、Universal HD（通用电器拥有）公共电视网、哥倫比亞廣播公司、HBO HD、MOJO HD、HDNet、HiHD播放1080i格式的节目。
有调查资料显示，实际上很多普通消费者并不知道数字电视信号还存在高畫質与一般畫質之分。美国消费电子协会将数字电视分为高清晰度电视（HDTV）、增强清晰度电视（EDTV）和标准清晰度电视（SDTV）三大类。其中高清晰度数字电视水平分辨率应至少达到720线，屏幕宽高比应为16:9。传统标准清晰度的显示器分辨率为720×576，高清晰度的显示器分辨率为1920×1080，也就是常说的1080线。
而真正的数字电视不仅是电视接收机，还包含了发送、传输和接收的全过程。高清晰电视的节目源分辨率是标准清晰度节目的4倍以上，这就造成了高畫質信号传输与一般畫質信号传输的带宽不同，可以传输4套标清节目的带宽现在只能传输一套高畫質节目。

## 技术细节
MPEG-2是最常用的数字高清电视节目的压缩编码，虽然他支持4:2:2YUV色彩二次抽样和10bit量化，然而高清晰度电视传输却使用4:2:0和8bit量化来节省带宽。有些电视台正打算使用MPEG-4作为节目的压缩编码。一些德国电视台已经随DVB-S2一起开始使用MPEG-4（ProSieben, Sat1和3个新开播的台）。推荐使用的接收器是HUMAX PR-HD 1000，同时其他一些扩展板卡也宣称支持。似乎所有欧洲的高清晰度电视将会使用Mpeg-4，而爱尔兰迄今为止还没有任何数字电视，他们正在考虑对所有陆地电视台的标准清晰度和高清晰度电视节目使用MPEG-4编码。
高清电视能够拥有剧院式的音效是他利用的数字编码格式可以支持5.1环绕声。
原来的高清信号象素屏幕纵横比是1.0，或者是1象素长＝1象素宽。新的高清压缩和录制格式（高清录像机）使用矩形象素来取得更大的压缩率，打开高清电视的消费市场。
如欲了解更多技术细节请参看高清录像机，ATSC，DVB和ISDB。

## 非技术语言来表述高清电视的优势
1. 所有商业化的高清全部是数字格式的，这个图像由一系列静止的高像素图片组成，因此信号要么传输的是优质的图像，要么根本就没有图像。你不会看到飘满雪花，有其他颜色，上下跳动的画面。
2. 大多数高清节目和电影将会以16:9的比例推出，半宽屏的格式。（虽然一些电影是用更宽的比例（如2.39:1）制作的，但是还是会在16:9的电视上出现信箱似的黑框）舊的电影和节目仍然是用4:3或5:4比例，如果用另外一种信箱格式的版本显示，会在16:9的电视的左右两边出现黑框（对全屏显示这个词的使用不当）或者，可以放大图片来充满整个屏幕，然而这会造成显示失真，画面破损。
3. 信号更为干净，色彩更逼真。
4. 全部显示的画面信息将是原来2到5倍。扫描线之间的距离更小，甚至没法发觉。
5. 在2006年春要发售两种预格式的碟片，一种叫做HD DVD，另一种叫做蓝光光碟。两个系统皆向下相容，可以播放现有的DVD，并且能够从中截取出接近高清电视质量的图片，但是两种系统原本是不兼容的，不过现在已经有一些厂商生产出可以兼容播放这两种格式碟片的系统。但在2009年蓝光光碟贏得市場，HD DVD已停止生產，高清影片的光學載體將由蓝光光碟獨占。
6. 更高的透明度，和清晰度使得在大屏幕电视上收看节目更为舒服、惬意。

## HD的立体电视还无法实用

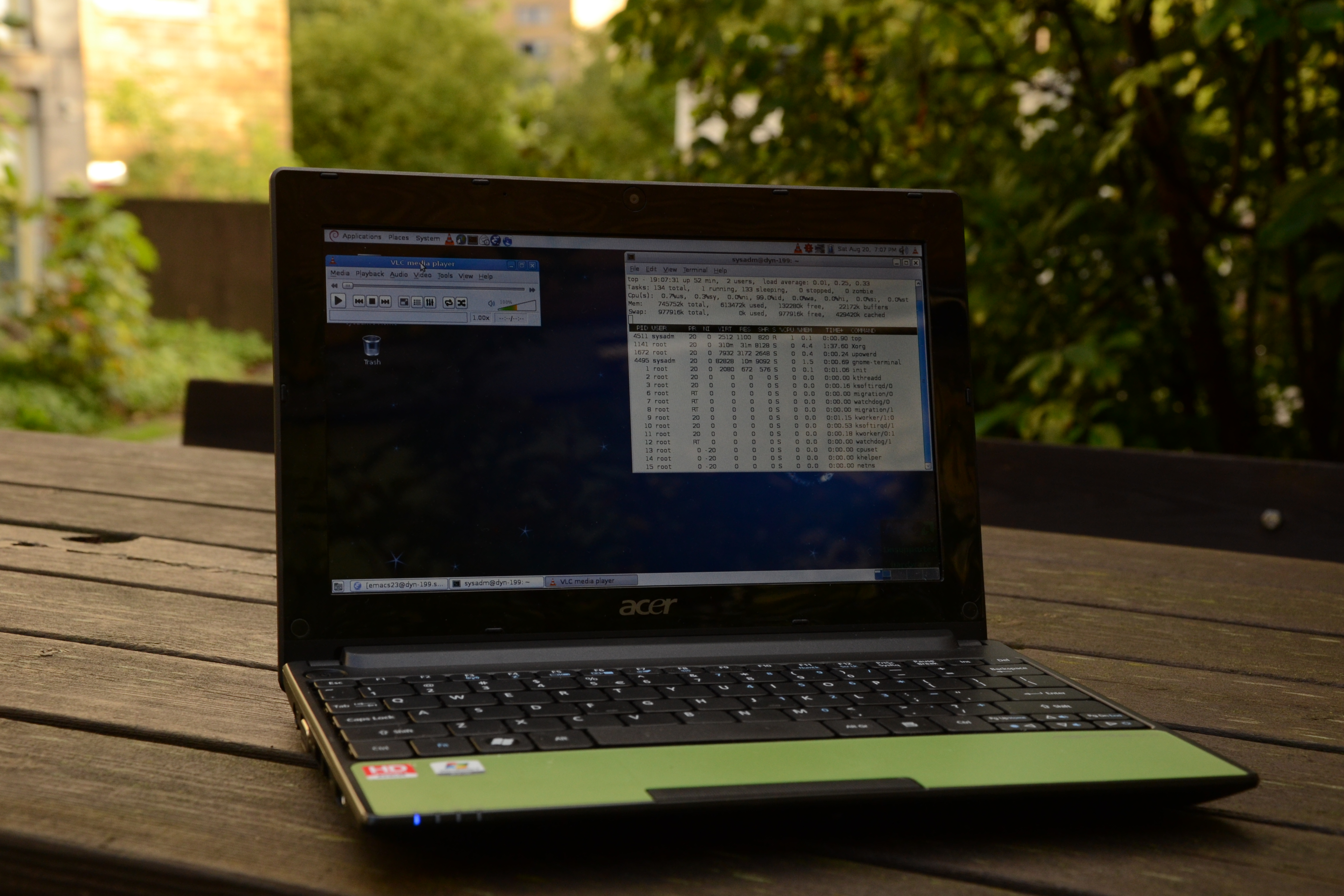
螢幕可以播放HD畫質的筆記型電腦

一些诸如：《北極特快車》，迪士尼的《四眼天雞》和预计将要在2006年发布的其他6部动画片，将会发售使用了可以在家里观看，具有三维效果的碟片，碟片格式尚未確定，可能是一种或多种。Discovery高清频道现在已经播出了少量的3D节目。绝大多数三维技术的专家预言，随着高清晰度电视的普及，视频和动画技术的使用将越来越多。

## 現行系統

### 美國
美國於1983年成立ATSC委員會負責制訂美國的HDTV標準，經過多年提案評比與測試，美國聯邦通信委員會於1998年正式將ATSC規格完全定案。技術上採用MPEG2-TS資料流並可傳送1080p解析度的訊號。目前除美國本土外，加拿大、宏都拉斯、巴哈馬、墨西哥、韓國也使用此種規格。

### 日本
日本自1989年開始播放類比高畫質衛星電視，2000年12月1日起開始數位高畫質衛星電視廣播，2003年12月1日开始地面数字电视高清节目正式播出并迅速展开，廣播系統采用的是NHK自主研发的ISDB數位廣播系統技術，目前全日本的無線數位電視頻道皆已高畫質1080i播出，但因投入较早，儲存媒體以數位錄影帶為主。

### 中國大陆
1999年10月1日上午8时CCTV高清晰度电视试验频道通过中央电视塔在DS-43频道（中心频率754MHz，使用QAM调制）和DS-45频道（中心频率770MHz，使用8VSB调制）正式开播，该频道是大中华区第一条高清电视频道、全球第一条中文高清电视频道，也是中央电视台当时唯一不使用“中央电视台”作为频道呼号的频道。
2006年1月1日開始央视正式通过亞洲四號衛星向全國啟播一條收費高清電視频道。央视欲利用此高清頻道转播2008年北京奥运賽事，但因收益不佳，被迫停止播出。另外，上海文广开播新视觉高清电视频道，电影频道节目中心开播CHC高清电视频道。
免费地面广播方面，央视在2008年1月1日开播中国中央电视台高清频道（今CCTV5+），但仅限于北京地区接收；北京奥运期间改用此频道播出了部分赛事。此外，北京电视台也在同年7月开播了一套免费地面高清电视频道——BTV纪实高清（今冬奥纪实频道），利用中央电视塔DS-14（中心频率482MHz）频道播出。
经广电总局批准，CCTV-1、北京卫视、黑龙江卫视、江苏卫视、上海东方卫视、浙江卫视、湖南卫视、广东卫视和深圳卫视已于2009年9月28日进行高标清同播。大陆高清节目大多采用1080i格式，码流约为17Mb。目前上述频道已在全国大部分地区通过有线电视网络和卫星落地播出。另外，天津卫视、湖北卫视、山东卫视、广西卫视与河北卫视7个卫星频道已于2012年进行高标清同播并进入当地有线网播出。2012年9月28日开始，CCTV-3、CCTV-5、CCTV-6（2012年12月开始）、CCTV-8进行高标清同播并上星播出，天津卫视、山东卫视、湖北卫视开始上星播出。2013年12月，安徽卫视高清频道上星播出。2014年7月7日，辽宁卫视高清频道上星播出。CCTV-2、CCTV-7、CCTV-9、CCTV-10、CCTV-12、CCTV-14高清频道也于2013年12月31日起上星播出。而CCTV-4高清频道也于2015年4月15日起上星播出。2015年1月5日，重庆卫视高清频道正式上星播出。2015年12月25日，四川卫视高清频道上星播出。2016年，贵州卫视、福建东南卫视高清频道上星播出。2018年9月1日，CCTV-11、CCTV-15高清频道上星播出。2020年7月19日，CCTV-13高清频道上星播出，所有央视频道全部都高清播出。
2022年6月21日，国家广播电视总局印发《关于进一步加快推进高清超高清电视发展的意见》。明确自2023年1月1日起，各高清频道播出屏幕上不再标注“高清”字样，各级广播电视传输覆盖网络在电子节目指南（EPG）中对高清频道予以“高清”标注。2023年底，省级电视台应实现全部频道高清播出；到2025年底，全国地级及以上电视台和有条件的县级电视台标清频道基本关停。

### 韓国

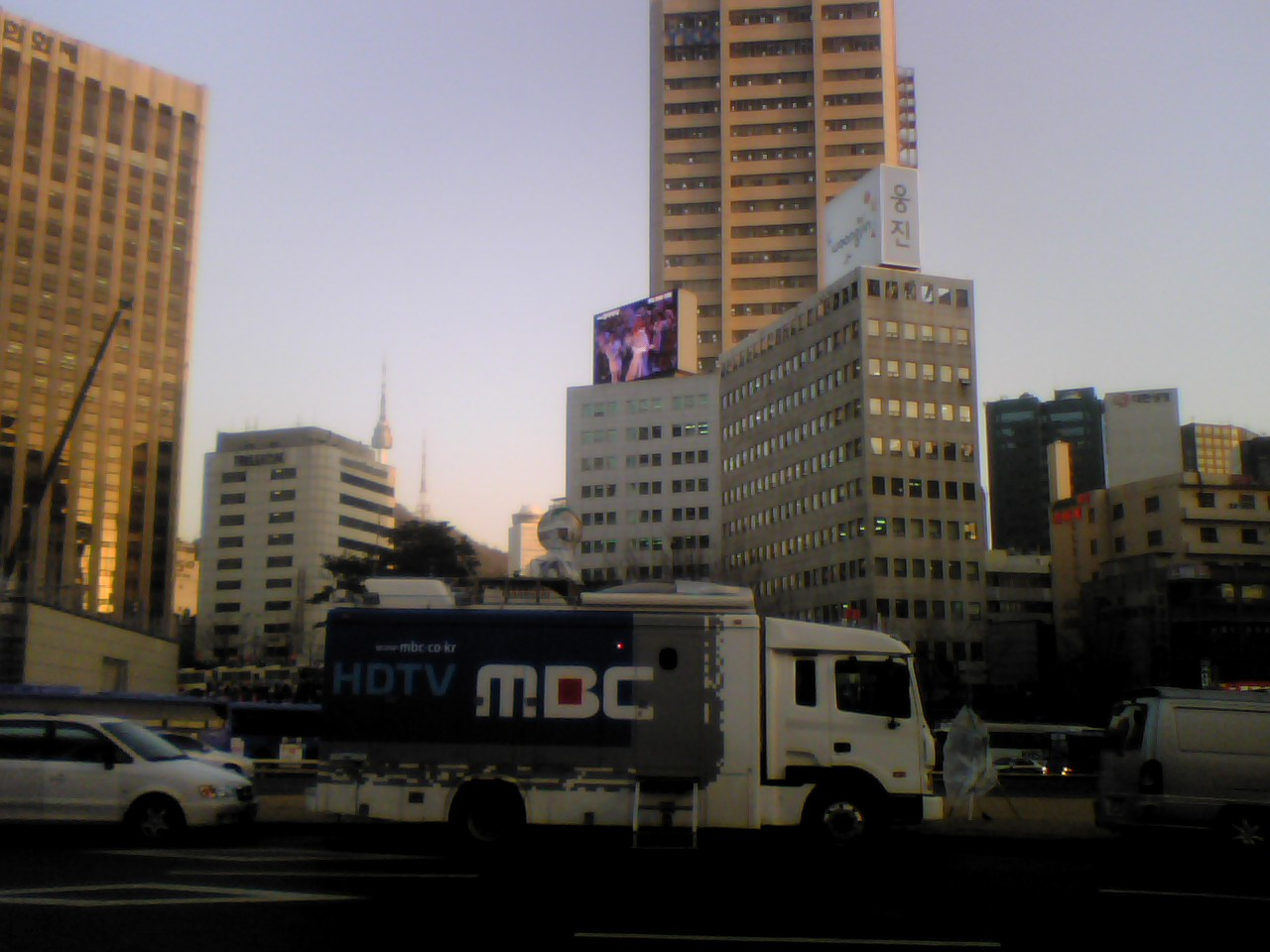
韓國MBC的HDTV轉播車

自2005年起韩國采用ATSC标准，每周至少播放10个小时高清电视节目。至今高清电视节目已成为电视节目的主流。

### 新加坡
2006年3月31日开始，新传媒电视第一個高清電視頻道HD5采用 Mediacorp（broadcasting HD in DVB-T）和Starhub CableVision（DVB-C）两种标准开始试播高清电视节目。2007年11月11日，HD5開播。

### 歐洲
欧洲各国采用DVB-T标准早已开播高清电视节目并已经技术成熟，目前各国电视台都在播高清电视节目。

### 香港
香港的兩間免費電視台在2007年12月31日開始高清廣播，無綫電視推出全港第一個全日廣播的高清頻道高清翡翠台，並在2016年2月22日更名為J5，並在2017年8月15日更名為無綫財經台，並在2018年1月20日更名為無綫財經·資訊台，並在2022年9月5日更名為無綫財經 體育 資訊台，並在2024年4月22日轉播鳳凰衛視香港台，其後原標清廣播的互動新聞台於2012年6月30日改以高清廣播，並在2017年8月15日更名為無綫新聞台，數碼明珠台亦於2012年10月28日改以高清廣播，J2於2013年1月21日改以高清廣播，並在2024年4月22日更名為TVB Plus，而數碼翡翠台亦於2013年3月18日改以高清廣播，並在2016年2月22日提升至最佳高清水平，換言之現時無綫電視旗下所有免費數碼電視頻道均全數以高清格式廣播；而亞洲電視起初則設立了一條每天只播放2小時的高清頻道，其後該公司向政府申請縮減投資規模後，裁減兩條標清頻道，在2009年4月1日改為播出一條全日廣播的亞洲高清台，並在2011年5月2日更名為亞洲台。兩者皆向政府承諾投資最少四億發展數碼電視。啟播當日，香港只有一半人口可以收看高清電視節目。
初期兩台計劃採用傳送編碼並不相同，亞洲電視選用普及多年的MPEG2提供高清節目，而無綫電視則主張採用比較先進的H.264，最終於同年10月，亞視決定跟隨無綫使用H.264制式。
MPEG2優點是技術成熟，但因為數碼頻道的頻寬限制，不能進一步發展1080p等更高清晰度的廣播。而H.264優點是壓縮效率高，只需要一半頻寬就能達到MPEG2的相同畫質，可在同一條頻譜內傳送更多頻道。另外，H.264還是歐洲廣播聯盟（EBU）推介的技術標準。
香港電視娛樂旗下的兩條頻道ViuTV及ViuTVsix，以及有線寬頻開電視旗下的兩條頻道HOY TV及HOY國際財經台啟播時皆為高清格式廣播，連同無綫電視旗下所有免費數碼電視頻道，以及港台電視31、港台電視32及港台電視33，其後2022年7月1日港台電視34以高清啟播其後2023年7月1日，港台電視35以高清啟播。其後2022年11月21日HOY資訊台以高清啟播，換言之現時香港全部免費數碼電視頻道均為全高清廣播。
now tv早在2007年8月已推出具720p的足球頻道now Sports HD（已停播），但月費比標清服務高50%至60%。現時now香港台（已停播）、now101台（已停播）、viu、now華劇台、nowJelli紫金國際台、now爆谷台、now爆谷星影台等等均為全高清廣播，但用戶須先登記now高清電視服務，普通月費用戶只能收看到標清格式。
香港有線電視則在2009年8月首先推出體育台HD及一條高清體育頻道，其後在次年再增加hd603一條高清體育頻道，再其後推Sports Plus 1 HD、Sports Plus 2 HD、Sports Plus 3 HD三條高清體育頻道；2019年12月，推出綜合娛樂台HD及電影台HD。

### 澳門
2008年7月15日開始，澳門廣播電視股份有限公司採用中國的數碼電視廣播DMB-T/H制式廣播節目，推出第一條差不多全日廣播的高畫質頻道澳門綜藝台，並於2010年10月完成所有頻道由製作到播出全面數字化。而2016年7月11-12日，澳視澳門台、澳視葡文台、澳門體育台、澳門資訊台、澳門-MACAU改以高清播出。
澳門有線電視亦推出第一條高清頻道有線第一高清頻道。

### 臺灣
臺灣公共廣播電視集團曾推動其HDTV二年建置計畫，從臺灣南北兩大都會區開始逐步建立發射台，已經於2008年5月15日開始工程試播，再逐步建立其他地區的播送能力。根據前項計畫之施行內容，臺灣成立第一個無線數位HDTV頻道「HiHD」，並採用歐洲規格的DVB-T來傳送解析度為1080i的HD訊號，壓縮技術方面採用H.264/MPEG-4 AVC High Profile @ Level 4壓縮格式進行影像壓縮，及HE-AAC/aacPlus壓縮技術進行音訊壓縮。收視戶需具備「內建可接收HDTV數位信號」的電視機並加裝UHF（特高頻）天線；或購買地面數位電視機上盒並加裝UHF天線，以接收、轉換訊號，然後利用HDMI或色差端子訊號線，連接至電視機觀賞HiHD頻道。
頻道節目規劃有以下五類：
- 紀錄片：國內外生態紀錄片、人文歷史、科學探索等。如：公視自製之「福爾摩沙的指環」、「野性蘭嶼」紀錄片。
- 戲劇節目：連續劇、單元劇、電視影集。如：《我在墾丁*天氣晴》、《實習醫生》、《籃球火》、《痞子英雄》。
- 文化藝術：各類音樂、表演藝術轉播。
- 休閒娛樂：綜藝、旅遊或美食觀光節目等。
- 運動賽事：運動賽事轉播，如2008北京奧運賽事。[15][16]

2008年3月7日，中華電信MOD開播HDTV節目（2008年北京奧運），自此逐步開播許多境內及境外的HDTV頻道，截至2014年6月為止，共有97個高畫質頻道於MOD平台播放。
2010年9月30日，民視開始試播民視HD台，同年10月7日開始轉播美國職棒大聯盟。
2010年12月28日，壹傳媒的壹電視正式開播，為台灣全國首家，所有頻道皆提供「HD 高畫質」播送的電視台。
2011年6月18日，壹傳媒所屬IPTV服務─壹網樂，開始於機上盒播放壹新聞和壹综合的高畫質版（720p）。
2012年5月7日起，臺灣分4階段陸續關閉無線電視類比訊號，當天（5月7日）並先關閉中部地區的無線類比訊號。7月1日中午，臺灣五家無線電視台關閉北部地區的無線電視類比訊號，正式全面數位化。2012年倫敦奧運期間，臺灣無線電視HDTV擴增至五個頻道（新增台視HD台、中視HD台、華視HD頻道），並全程使用高畫質格式作電視轉播。奧運轉播結束後，亦開始製作高畫質節目並播出。
2012年7月24日，HiHD試播期結束，正式開播
2012年8月31日，HiHD更名為公視HD台
2014年3月，TVBS開播境內三個類比頻道（TVBS歡樂台、TVBS新聞台、TVBS）於數位電視的HD版本，成為第一間由類比衛星頻道轉型為高畫質電視的電視台。同年，不少電視台響應政府有線電視數位化的政策，紛紛將旗下的頻道升級為高畫質格式。
2016年7月6日，當時公視家族頻道（公視主頻、公視2台、公視HD台）與客家電視台，全面以HD高畫質播出，公視HD台再度更名為公視3台
2018年12月，台灣所有有線電視台和有線電視系統均完成數位化。

### 馬來西亞
馬來西亞Astro亦於2009年12月18日正式啟播高清服務。率先於2009年12月18日推出的高清頻道有：Astro SuperSport HD、National Geographic Channel HD、History HD、HBO HD、ESPN HD。2010年6月新增加3个高清頻道分别是Astro至尊HD、AXN HD、FX HD。
2013年1月，Astro全佳HD将加入Astro，至目前为止，Astro已有28个高清频道
2013年6月3日，Astro On Demand將加入高清行列，以高清格式播出最新TVB劇集。

### 加拿大
加拿大採用ATSC標準。由2011年8月31日起，加拿大的廣播電視台全部使用數碼廣播。

## 錄影、壓縮和錄影媒體
鑒於電視信號傳送的方式不同，即地面電視、衛星電視、有線電視間使用的格式和信號加密形式不同，加上不同地區或同地區的不同電視台所用的制式有別，不可一概而論。以下主要是指在香港數碼地面電視廣播所適合的方式，但並未配對有專用的可攜式媒體。

### 數位視訊錄影機或機上盒預設的錄影方式
- 數位視訊錄影機（硬碟錄影機），有固定或可以拆除式的內置硬碟，亦可把影像資料傳到其他機器上錄制或播放，把接收的信號錄進電腦硬碟內。
- 在PC或手提電腦上，安裝高清USB手指或適應高清電視的電視卡，把節目錄進硬碟中。
- 一部分機上盒設有usb輸出錄影機能，包捉一部分電視機本有固定的機上盒，可以使用此類裝置錄播節目。
- 不設usb輸出錄影機能的機頂盒，只能轉換成轉碼成其他媒體上錄播（香港有線電視提供的高畫質機上盒即此類），可以使用AV端子或色差端子來輸出節目，接駁至其他錄制設備上，如傳統的VHS錄影機，接收模擬電視廣播的DVD錄影機和DVD撥放器上，但畫面將調整成近似標準畫質電視的模擬信號格式，亦無法使用互動字幕和聲音功能。而對於不使用PC和光碟燒錄器的觀眾，亦可使用這些方式錄制節目。

### 可提供HD節目的可攜式媒體
但都只是提供預錄好的節目租售，而不是專用來錄制香港數碼地面電視廣播所適合的方式，如果要用此類裝置錄制香港的高清節目，是需要配合其他設備如機頂盒才能錄制節目，並且不能使用其互動的字幕和聲音功能。
- 藍光光碟

- D-VHS，美日在上世紀末改良自VHS的新一代磁帶式錄影機和其專用磁帶，但不完全適合在兩國外的規格，如中國（含香港和澳門）高清電視規格。因為BD的普及而在近年停產。

## 数字電視地面廣播系統對照表
| 系統               | ATSC                                                     | DVB-T | ISDB-T |
| 訊源編碼           | 訊源編碼                                                 | 訊源編碼 | 訊源編碼 |
| ------------------ | -------------------------------------------------------- | --- | --- |
| 影像               | Main Profile syntax of ISO/IEC 13818-2（MPEG-2 – Video） | Main Profile syntax of ISO/IEC 13818-2（MPEG-2 – Video） | Main Profile syntax of ISO/IEC 13818-2（MPEG-2 – Video） |
| 音訊               | ATSC Standard A/52 (Dolby AC-3)                          | ISO/IEC 13818-2 (MPEG-2 – Layer II Audio) and Dolby AC-3 | ISO/IEC 13818-7（MPEG-2 – AAC Audio） |
| 傳送系統           |                                                          | | |
| 通道編碼           |                                                          | | |
| 外部編碼           | R-S (207, 187, t = 10)                                   | R-S（204, 188, t = 8） | R-S（204, 188, t = 8） |
| Outer interleaver  | 52 R-S block                                             | 12 R-S block | 12 R-S block |
| 內部編碼           | rate 2/3 trellis code                                    | PCC: rate 1/2, 2/3, 3/4, 5/6, 7/8; constraint length = 7, Polynomials (octal) = 171, 133                                                                                            | PCC: rate 1/2, 2/3, 3/4, 5/6, 7/8; constraint length = 7, Polynomials (octal) = 171, 133 |
| Inner interleaver  | 12 to 1 trellis code                                     | bit-wise, frequency | bit-wise, frequency, selectable time |
| Data randomization | 16-bit PRBS                                              | 16-bit PRBS | 16-bit PRBS |
| 調變               | 8-VSB and 16-VSB                                         | COFDM QPSK, 16QAM and 64QAM Hierarchical modulation: multi-resolution constellation (16QAM and 64QAM) Guard interval: 1/32, 1/16, 1/8 & 1/4 of OFDM symbol Two modes: 2k and 8k FFT | BST-COFDM with 13 frequency segments DQPSK, QPSK, 16QAM and 64QAM Hierarchical modulation: choice of three different modulations on each segment Guard interval: 1/32, 1/16, 1/8 & 1/4 of OFDM symbol Three modes: 2k, 4k and 8k FFT |

## 外部連結
- United States Federal Standard 1037C
- DTV channel protection ratios
- DVB HDTV standard
- Images formats for HDTV, article from the EBU Technical Review .

高解析度電視標誌

- High Definition for Europe - a progressive approach, article from the EBU Technical Review .
- High Definition (HD) Image Formats for Television Production（页面存档备份，存于）, technical report from the EBU
- Digital Terrestrial HDTV Broadcasting in Europe （页面存档备份，存于）, technical report from the EBU
- TV Azteca Plans HDTV Mexican Rollout
- ATSC
- CDTV（页面存档备份，存于） Canadian Digital Television official website
- HDTV Info Information on HDTV
- HDTV Magazine HDTV Resource
- Differents between HD and SD
- HD Beat High definition consumer information, listings and reviews.
- Home Theater Network（页面存档备份，存于） What to look for in HDTVs.
- HDTV Forum（页面存档备份，存于） Your High Definition Forum
- Hi Definition Hardware（页面存档备份，存于） Useful information on Hi Definition compatible hardware.
- HDTV Consumer Info（页面存档备份，存于） Information for people unfamiliar with HDTV technology.
- UKHDTV.net UK Resource For HDTV News & Information
- HDTV Broadcasting Info Information for people looking to get HDTV
- HKPCUG Digital HDTV Wiki HKPCUG香港數碼廣播資訊Wiki
- 社團法人台灣數位電視協會（页面存档备份，存于）社團法人台灣數位電視協會（繁體中文）